# Mordellopalpus antennarius
Mordellopalpus antennarius es una especie de coleóptero de la familia Mordellidae.

## Distribución geográfica
Habita en Buru (Indonesia).